# Эйкли, Карл Итан
Карл И́тан Э́йкли (англ. Carl Ethan Akeley; 19 мая 1864, Кларендон — 18 ноября 1926, Бельгийское Конго) — американский таксидермист, анималист, биолог, известный борец за охрану природы, изобретатель, фотограф-натуралист. Считается основателем современной таксидермии. Профессиональная деятельность была тесно связана с несколькими музеями США, в первую очередь Филдовским и Американским музеями естественной истории.
Эйкли предложил новый, революционный метод изготовления чучел животных, основанный на предварительном изготовлении манекена — жёсткой конструкции из папье-маше, имитирующей анатомические особенности тела. Если ранее набитые соломой чучела не воспроизводили форму и пропорции живого животного, то с появлением метода Эйкли они стали отражать даже наиболее мелкие детали строения тела, такие как выпуклости вен и сухожилий. Эйкли также первым из чучельников начал создавать художественные композиции с участием своих произведений, с документальной точностью повторяя сопутствующие животному детали природного ландшафта — деревья, цветы, камни и т. п., а также создавая естественный рисованный фон. Именно благодаря Эйкли таксидермия трансформировалась из ремесла в искусство.
Работая с естественнонаучными музеями, Эйкли совершил 5 экспедиций в Африку в период с 1896 по 1926 годы. На его глазах животный мир континента стал резко деградировать, в первую очередь вследствие колонизации европейскими державами. Это подвигло мастера на борьбу за создание природоохранных зон, свободных от поселений, ферм и других плодов цивилизации. В частности, Эйкли сумел убедить короля Бельгии Альберта I в создании такой зоны на подконтрольной ему территории в Центральной Африке. В 1925 году в горах Вирунга появился первый на континенте национальный парк, названный именем короля — Parc National Albert. В настоящее время этот парк носит название Национальный парк Вирунга и включён в список Всемирного наследия ЮНЕСКО.
Карл Эйкли — автор двух изобретений, напрямую не связанных с таксидермией: метода разбрызгивания строительных смесей и особой конструкции кинокамеры, предназначенной для съёмок живой природы. Наиболее известное литературное произведение мастера, в которой он описывает свои путешествия и делится впечатлениями, — книга «In Brightest Africa» («В красочной Африке»), вышедшая в свет в 1923 году. Другие книги при содействии вдовы автора были изданы уже после смерти — «Lion Spearing» («Охота на льва с копьём», 1926), «Taxidermy And Sculpture: The Work Of Carl E Akeley In Field Museum Of Natural History» («Таксидермия и скульптура: Работа Карла Эйкли в Филдовском музее естественной истории», 1927), «Adventures In The African Jungle» («Приключения в африканских джунглях», 1930), «Lions, Gorillas And Their Neighbors» («Львы, гориллы и их окружение», 1932).

## Биография

### Детство и юность
Родился в небогатой семье фермеров Дэниела Вебстера Экли и Джулии Глидден на окраине города Кларендон, в штате Нью-Йорк. Сумев закончить лишь несколько классов начальной школы, Карл увлёкся охотой и наблюдением за птицами. В своём автобиографическом очерке Эйкли вспоминает, что это занятие занимало его значительно больше, чем работа на ферме отца. Первое знакомство с искусством изготовления чучел состоялось в 12-летнем возрасте на бесплатной выставке в городе Рочестер, которую организовал британский дизайнер интерьеров и по совместительству чучельник-любитель Дэвид Брюс (David Bruce). После посещения этой выставки Карл одолжил в магазине книгу по таксидермии и по ней стал осваивать уроки мастерства до тех пор, пока, по его словам, не почувствовал себя достаточно квалифицированным, чтобы заказать визитные карточки с текстом «Карл И. Эйкли — высокопрофессиональный таксидермист во всех ответвлениях этого искусства». Он также взял несколько уроков рисования с целью научиться диорамному оформлению своих произведений.

### Первые шаги
В возрасте 18 лет Карл переехал в населённый пункт Брокпорт, где Дэвид Брюс открыл свою контору по отделке помещений. Бизнесмен взял его к себе на работу, при этом Карл попутно приобрёл возможность изучать коллекции чучел в помещении хозяина. Обратив внимание на способного юношу, Брюс порекомендовал Карлу обратиться в более подходящее для этого заведение — Центр естественных наук под руководством профессора Генри Уарда (англ. Ward’s Natural Science Establishment). Карл поехал в Рочестер и устроился учеником-подмастерьем в это учреждение, на тот момент передовое в области таксидермии и известное своими работами для крупнейших музеев США.
Начинающий таксидермист ожидал познакомиться с творческой работой, однако его ожидало разочарование. Школа практиковала стандартный и достаточно примитивный способ изготовления чучел, который сформировался ещё на рубеже XVIII—XIX веков. Препарируя, к примеру, оленя, шкуру обрабатывали солью, квасцами и мышьяковым мылом. Кости перематывали проволокой, оборачивали и вставляли в конечности. Тушу до отказа набивали мягким материалом — обычно использовались солома, вата или пакля, и зашивали. Полученное произведение хоть и выглядело объёмным, однако не воспроизводило оригинальные формы животного, имело многочисленные бугорки и подтяжки. Таксидермист, как обивщик мебели, должен был обладать простыми навыками ремесленника без какой-либо творческой или научной составляющей. Однажды Эйкли предложил попытаться сделать более качественное чучело зебры с учётом её анатомических особенностей. Он потратил ночь на снятие гипсовых слепков с туши, однако этот труд оказался напрасным и слепки были выкинуты в мусорную кучу.
Эйкли проработал в Центре около четырёх лет. Один раз после очередного эксперимента Карла уволили за сон на рабочем месте и он вынужден был искать работу в коммерческой мастерской в Нью-Йорке. Оказавшись без лучшего специалиста, Уард в конце концов предложил Эйкли вернуться, признав увольнение ошибочным. Несмотря на неудачи, заведение профессора сделало Эйкли достаточно известным за пределами штата. Одной из его значимых работ (совместно с Уильямом Дж. Кричли) стало изготовление чучела Джамбо — слона из цирка Финеаса Барнума, погибшего в результате несчастного случая. Проект, занявший 5 месяцев, имел свои особенности: объёмное чучело должно было стать достаточно прочным и увесистым, чтобы его можно было возить по стране вместе с цирком.

### Общественный музей в Милуоки
В Центре естественных наук Эйкли подружился с 19-летним Уильямом Уилером, будущим профессором зоологии Гарвардского университета и учёным с мировым именем. На тот момент Уилер преподавал в небольшой немецко-английской академии в городе Милуоки (штат Висконсин) и предложил Эйкли переехать к нему, чтобы помочь поступить в Университет и получить научное образование. Сменив место жительства, Эйкли в 1887 году устроился на работу в местный Общественный музей, в котором проработал без малого семь лет до сентября 1892 года. В музее у него появилось больше возможности экспериментировать, и он начал последовательно менять технологию изготовления чучел, стараясь приблизить результат к произведению искусства. В одном случае музей приобрёл лапландскую коллекцию, состоящую из шкуры северного оленя, саней и аксессуаров оленевода. Из этих деталей создали художественную композицию, изображающую погонщика на санях посреди заснеженного ландшафта (ранее подобные композиции нигде не практиковались). Ещё одна композиция была составлена из нескольких шкур орангутанов, добытых на острове Калимантан. Помимо новизны групповых изображений в обоих случаях был использован ранее неизученный метод таксидермии, предложенный Эйкли.
От набивочного материала отказались в пользу модельного манекена, который должен был воспроизвести живую фигуру животного, включая мельчайшие складки мышц и сухожилий. Эйкли сравнивал эту работу с работой скульптора по бронзе, но если искусство скульптуры оттачивалось веками, то научиться создавать художественное произведение в таксидермии потребовалось в сжатые сроки. Кроме того, мастер должен был хорошо знать особенности анатомии животного и его характерные позы. На первом этапе основу манекена составлял деревянный либо проволочный каркас, на который накладывали мазки модельной глины либо гипса.
В 1887—1890 годы должность директора музея занимал Уильям Уилер, который первоначально и устроил Карла сначала на неполную, а затем и полную ставку таксидермиста музея. Он же способствовал его увольнению. Во время рабочей поездки в Лондон Уилер встретился с директором Музея естествознания (в то время часть Британского музея) сэром Уильямом Флауэром. Флауэр по секрету поведал Уилеру, что хотел бы предложить позицию таксидермиста Эйкли, если тот не возражает. Уилер передал этот разговор Карлу, и тот подал прошение об увольнении, отдав предпочтение работе в более именитом музее.

### Филдовский музей естественной истории
Поездка в Лондон прервалась на промежуточной остановке в Чикаго, в котором уже известного своими работами специалиста переманил к себе Филдовский музей естественной истории. Известный орнитолог Даниэль Эллиот, занимавший должность куратора отдела зоологии музея, предложил Эйкли контракт на создание выставки, который был подписан в 1896 году.

#### Первая африканская экспедиция
Вскоре после устройства на работу состоялась первая поездка Эйкли на африканский континент, с которым он потом связал всю оставшуюся жизнь. В экспедиции-сафари по Сомалиленду, основной задачей которой было пополнение зоологической коллекции музея, Карл сопровождал Даниэля Эллиота. С апреля по сентябрь 1896 года во внутренних районах континента (большей частью в эфиопском районе Огаден) было собрана богатая коллекция шкурок: около 200 млекопитающих, 300 птиц и некоторого количества пресмыкающихся. Кроме того, коллекция включала в себя скелеты и слепки отдельных фрагментов тел крупных животных. Наконец, помимо биологического материала были приобретены предметы быта местных племён: оружие, столовая утварь, одежда и украшения.
С этой поездкой связан один из двух эпизодов в его жизни, в которых Эйкли чуть не погиб в результате схватки со свирепым африканским животным. На закате дня после долгой охоты путешественник в сопровождении мальчика-негра возвращался домой по засушливой кустарниковой местности и краем глаза заметил промелькнувшую тень в кустах в 30 метрах справа от него. Эйкли инстинктивно выстрелил в указанном направлении и по ответному характерному рычанию осознал, что имеет дело с леопардом. Сумерки сгущались, и Эйкли решил не рисковать поиском раненого хищника и продолжил путь в лагерь. Пересекая пересохшее русло ручья, он снова заметил зверя, двигавшегося параллельно уже в 20 метрах. Эйкли выстрелил ещё трижды, но пули лишь поднимали столб песка рядом с хищником. Леопард кинулся на охотника и в прыжке уцепился зубами в плечо, а задними лапами в живот. Сумев сгруппироваться, охотник оказался на земле над хищником. Левой рукой он сдавил его горло, правую засунул в глотку, коленями придавил грудь так, что послышался хруст рёбер. Схватка продолжалась до тех пор, пока зверь окончательно не ослабел и затих.

#### Композиции с оленями
Вернувшись из Африки, Эйкли продолжил совершенствовать технологию таксидермии. Новый метод был опробован на четырёх композициях, изображающих группы белохвостых оленей в различные времена года. На создание композиций ушло около четырёх лет, причём значительная часть времени была потрачена на исследовательскую работу. На первом этапе для каждой фигуры были созданы скульптурные манекены в натуральную величину, состоящие из жёсткого каркаса и глиняного покрывала, тщательно подогнанного под шкуру. Для репликации наиболее сложных элементов, таких как морда и конечности, в качестве основы были использованы череп и другие части скелета. Полученный результат сравнивался с фотографиями убитого животного и результатами замеров. Манекен не только должен был подходить под чучело, но также симулировать складки мышц и сухожилий.
В результате экспериментов Эйкли столкнулся с недостатками глиняного материала в качестве постоянной основы: шкура быстро отсыревала и портилась. В итоге он придумал модель из папье-маше, укреплённую с помощью проволочной сетки и обработанную шеллаком — полученная масса не пропускала влагу, была достаточно лёгкой и в то же время прочной. Снятый с насаженной на манекен шкуры гипсовый слепок он смазывал клеем и покрывал муслином, после чего сверху накладывал несколько (от двух у оленя до четырёх у слона) слоёв папье-маше с проволокой. Каждый положенный слой пропитывался водонепроницаемым шеллаком. Когда последний слой шеллака высыхал, вся конструкция погружалась в воду и клей с муслином отслаивались. Как правило, изготавливалось четыре модели папье-маше, которые крепились вместе на деревянный скелет, а сверху натягивалось чучело.

#### Вторая африканская экспедиция
В процессе работы Эйкли пришёл к выводу, что таксидермист должен самостоятельно проводить необходимые измерения и должным образом обрабатывать шкуру только что убитого зверя — материал, который ему приносили, очень редко годился для создания произведения искусства. По предложению мастера крупный бизнесмен и основатель музея Маршалл Филд спонсировал очередную поездку в Африку, на это раз в британскую колонию Восточноафриканский протекторат (ныне — независимое государство Кения). Экспедиция, которую возглавил Карл Эйкли, началась в 1905 году и продолжалась около года. Помимо него, в сафари приняли участие его жена Делия (Delia Akeley), а также сотрудники музея Вернон Шоу-Кеннеди (Vernon Shaw-Kennedy) и Эдмунд Хеллер (Edmund Heller). Экспедиторы высадились на берег в Момбасе, исследовали склоны хребта Абердэр, подножия горы Кения и долину реки Тана.
Согласно отчёту, составленному по итогам экспедиции, было добыто более 17 тонн биологического материала. Он включал в себя 400 шкурок млекопитающих размером от кролика до слона, около 1200 шкурок мелких млекопитающих и порядка 800 шкурок птиц, а также значительное количество скелетов. Среди крупных млекопитающих значилось 20 видов антилоп, 6 буйволов, 8 львов, 2 слона, белый носорог и бегемот. Было сделано множество фотоснимков и сняты гипсовые слепки.

#### «Визитная карточка» музея
Со второй африканской экспедицией связано одно из наиболее известных произведений Эйкли. Во время сафари летом 1906 года были добыты два слона — одного из них в горах Абердэр пристрелил сам Эйкли, а второго месяц спустя на склонах горы Кения его жена Делия. Имея опыт работы с Джамбо, мастер приступил к созданию художественной композиции, которую назвал «Дерущиеся африканские слоны» (англ. Fighting African Elephants).
Письменных источников технологии создания экспозиции не сохранилось, однако её вероятная последовательность была описана в 1968 году специалистами музея. На первом этапе, как и в случае с оленями, на основании замеров и фотографий убитого зверя был создан манекен — точная глиняная копия животного. Затем на него насаживалась и подгонялась выделанная и побритая шкура животного. После того, как общий вид будущего экспоната удовлетворял художника, с внешней стороны на шкуру накладывался слой гипса. На следующем этапе шкуру вместе с затвердевшим гипсом снимали с манекена, с её внутренней стороны накладывали окончательную арматуру — несколько слоёв папье-маше с проволочной сеткой, обработанных шеллаком. Затем внешнюю гипсовую оболочку удалили и чучело обработали клейковиной. Наконец, на зашитую шкуру крепились бивни и стеклянные глаза.
Работа над композицией была закончена в 1908 году. Спустя несколько месяцев экспонат был выставлен в центральной ротонде первого здания музея, затем какое-то время украшал Джексон-парк на берегу озера Мичиган. В 1920 году слоны по железной дороге были переправлены в новое, современное здание музея, в котором по настоящее время выставлены в холле, встречающем посетителей. По мнению официального представителя Патриции Уильямс, они стали своеобразной визитной карточкой музея.

#### «Цементная пушка»
Одно из изобретений Эйкли не связано с таксидермией. Первое здание, в котором открылся Филдовский музей, было построено специально для Всемирной выставки 1893 года и не планировалось для долговременного использования. Его фасад был покрыт штукатуркой, которая довольно быстро начала осыпаться и портить внешний вид. Департамент парков Чикаго, в ведении которого находилась территория музея, требовала от администрации сделать необходимый ремонт.
Весной 1907 года в мастерскую Эйкли заглянул директор музея Фредерик Скифф (Frederick J. V. Skiff). В то время как мастер трудился над созданием моделей африканских слонов, его помощник Кларенс Дьюи (Clarence L. Dewey) занимался покраской бутафорских валунов, предназначенных для другой композиции. В работе Дюи использовал собранный Эйкли распылитель крашеного гипса, работающий под давлением сжатого воздуха. Занятый мыслями о ремонте, директор неожиданно предложил им использовать этот «водяной пистолет» для покраски наружных стен музея. В июне того же года Эйкли представил Скиффу довольно примитивный агрегат, собранный из подручных средств и названный им «шпаклёвочная пушка» (англ. plastergun). Он состоял из двух сосудов на тележке, в одном из которых находилась сухая штукатурка, а в другом вода. Под давлением воздуха штукатурка подавалась в шланг, в конце которого находилась форсунка с подачей воды из второго сосуда. С первого раза машина проработала не менее часа, прежде чем шланг закупорился. Фасад был обновлён, однако дальше этого дело пока не пошло.
Эйкли продолжал совершенствовать аппарат (в частности, заменив штукатурку на цемент), при этом неоценимую помощь оказал не кто иной, как президент США Теодор Рузвельт, с которым он познакомился вскоре после африканского сафари. Патент цементной пушки, получивший название «Gunite», был получен Эйкли 9 мая 1911 года. В русском языке запатентованный процесс известен как торкретирование.

### Американский музей естественной истории
Работая над композициями, Эйкли пришёл к выводу, что изготовление чучела — занятие чересчур трудоёмкое и требует от таксидермиста разноплановых навыков. Мастер должен самостоятельно и за короткий промежуток времени сделать необходимые замеры, должным образом освежевать и обработать шкуру только что убитого животного. Он обязан знать анатомию и характерные повадки зверя, обладать навыками выделки, изготовления гипсового слепка, манекена, бутафорных аксессуаров, а также непременно быть творчески развитой личностью. Эйкли сравнивал себя с художником, которому помимо создания шедевра надо было собственноручно изготовить для него краски.
После смерти основателя и основного спонсора музея Маршалла Филда в 1906 году руководство этого учреждения было вынуждено пересмотреть свои планы организации выставок, в связи с чем часть проектов была приостановлена. В частности, под сокращение попал проект Эйкли по созданию залов с художественными панорамными группами. Расстроенный решением руководства, Эйкли сконцентрировался на частной практике в собственной студии и параллельно занялся поисками другого института, в котором бы работала группа художников-натуралистов, заинтересованных в реализации его идей. Судьба свела мастера с сотрудником Американского музея естественных наук Джеймсом Кларком (James L. Clark), который занимался моделированием экспозиций, но при этом не обладал навыками изготовления манекенов. Эйкли проконсультировал Кларка по части подготовки чучела самки оленя для музея и в 1909 году принял приглашение на работу в это учреждение. В задачи Эйкли на новом месте входили добыча материала и установка композиции из чучел африканских слонов — подобная той, которая была сделана для Филдовского музея.

#### Третья африканская экспедиция
В период работы Эйкли в Филдовском музее, вскоре после окончании работы над экспозицией с оленями, это учреждение посетил вице-президент США Теодор Рузвельт. Будучи страстным охотником, он заинтересовался работой мастера и захотел с ним увидеться. По воле случая Эйкли не оказалось на месте, и в тот момент встреча не состоялась. Став президентом, Рузвельт опять вспомнил о мастере и по возвращении из Африки в 1906 году таксидермиста ожидало приглашение на ужин в Белый дом. Сам Эйкли вспоминает эту встречу следующим образом:

Я никогда не забуду этот ужин в Белом доме. Мне приносили блюдо за блюдом, но я не съел ни кусочка, поскольку президент всё время занимал меня разговорами об Африке. У меня не было возможности выложить всё, что я думаю. Тем не менее я полагаю, что сказал достаточно, поскольку по окончании ужина на выходе президент повернулся ко мне и сказал: «Как только я оставлю свою должность, я тут же еду в Африку.»
Оригинальный текст (англ.)
I shall never forget that dinner at the White House. I sat through course after course and did not eat a bite, for the President kept me busy telling stories of Africa. There was no time to exhaust my supply, but I believe I said quite enough, for as we were leaving the dining room, the President turned to me and said: «As soon as I am through with this job, I am going to Africa.»
— Akeley, Carl E. In brightest Africa. — 1923. — P. 158—159.
Так получилось, что поездки в Африку Рузвельта и Эйкли пересеклись по времени и территории. В 1909—1911 годы экс-президент возглавил экспедицию, организованную Смитсоновским институтом по Восточной и Центральной Африке. В те же годы Эйкли изучал слонов, львов, а также охоту на них с копьями на востоке континента — Кении, Уганде и в районе озера Танганьика, а также готовил биологический материал для своего нового места работы. Эйкли и Рузвельт встретились снова в провинции Рифт-Валли и приняли участие в совместной охоте на слонов.
Во время очередной слежки за этими животными на склоне горы Кения Эйкли второй раз в жизни чуть не погиб. Крупный самец застал охотника врасплох, когда тот ранним утром занимался патронами, переданными ему мальчиком-оруженосцем. Эйкли не смог объяснить, какой сигнал дал ему понять, что разгневанный зверь оказался прямо позади него — возможно, об этом сказали глаза мальчика, который всё ещё стоял лицом к охотнику и должен был видеть слона. В его сознании отложилось лишь то, что он повернулся и попытался снять ружьё с предохранителя, однако предохранитель не поддавался. У охотника мелькнула мысль, что возможно, штуцер уже взведён, и он инстинктивно нажал крючок. Был выстрел или нет — Эйкли вспомнить не смог, но зато отчётливо почувствовал бивень слона у себя на груди. По воспоминанию Карла, он ранее неоднократно представлял себе в уме подобную ситуацию и действовал на автомате согласно своим представлениям. Эйкли ухватился обеими руками за бивни и повис между ними, пока не оказался лежащим навзничь на земле. Слон стал вдавливать бивни в грунт, чтобы раздавить охотника, но, к счастью, они вскоре наткнулись на нечто твёрдое — камень либо корни. Слон издал хриплый визг и шершавым хоботом обтёр грудь и лицо Эйкли, сломав нос, несколько рёбер и разодрав щеку до основания челюсти. Затем он оставил Эйкли в покое и бросился на носильщиков, но те в панике разбежались, не дав слону сконцентрироваться на ком-то одном.
Обычно слон возвращается к обездвиженной жертве и ещё раз наносит ей смертельные удары, однако на этот раз этого не произошло. Кто-то из носильщиков оттащил лежащего без сознания Эйкли на край поляны и накрыл его лёгким одеялом, оставив умирать, в то время как сами неподалёку развели костёр. Один из проводников добежал до основного лагеря, где хозяйством управляла жена Карла Делия, и сообщил ей на языке суахили: Tembo piga bwana — «слон ударил господина». Было уже темно и начался холодный дождь, однако Делии удалось уговорить группу разгневанных туземцев—кикуйю подняться по крутой, скользкой от дождя горной тропе, и спустить её мужа вниз. Женщине потребовалось три дня, чтобы вытащить её мужа из леса, и три месяца, чтобы дать ему вылечиться от ран.

#### Зал африканских животных
Во время в результате последней поездки у Эйкли произошёл серьёзный сдвиг в его восприятии мира. Сравнивая Африку в своё первое и последующие посещения, он вдруг осознал, что её бурная и бесконтрольная колонизация европейцами стала причиной резкой деградации природного разнообразия края, исчезновения биотопов и сокращения численности многих видов животных. На огромной площади континента, в том числе вдали от побережья, как грибы, вырастали новые посёлки, рудники, сельскохозяйственные фермы и огороженные пастбища. Эйкли представил, что следующее поколение просто не будет иметь возможности увидеть Африку в её первозданном виде.
Восстанавливаясь в африканской деревне от ран, он задумался о создании в музее африканского зала, в котором группа слонов занимала бы центральное место — таким образом, считал он, потомки смогут увидеть Африку такой, какой запомнил он сам. Это была очень амбиционная цель — особенно с учётом того, что для наполнения зала экспонатами потребовались бы серьёзные финансовые вложения, а самому музею дополнительная пристройка, на строительство которой город вряд ли выделит средства.
Таксидермист захотел создать сорок полномасштабных диорамных композиций, в которых с доскональной точностью был бы воссоздан специфический ландшафт континента. На переднем плане композиции, центральной частью которого по замыслу художника должны были стать чучела животных, также могли присутствовать оригиналы или точные копии цветов, деревьев, камней, кусочков коры и мха, а также оригинальный грунт. Задний план — художественный рисунок в виде полусферы — должен был не только с доскональной точностью воспроизвести реально существующую местность, но также органично вписаться в общий рисунок композиции, чтобы нельзя было однозначно сказать, где заканчиваются предметы и начинается живопись.
Ко времени устройства на работу Эйкли музей уже обладал обширной экспозицией чучел африканских животных, однако практически все они выглядели статично и не годились для задумки мастера. Как однажды выразился Эйкли, «всё, что сделано в Американском музее естественной истории по части Африки, должно быть выброшено и забыто; мы должны начать всё по новой». Таксидермист представил свою идею директору музея Генри Осборну и тот одобрил её, потребовав детально разработанный план нового зала. К его проектировке приступили в 1914 году, однако вскоре работы пришлось отложить в связи с началом мировой войны.

#### Четвёртая африканская экспедиция
Возможность вновь, на это раз в частном порядке, отправиться на африканский континент представилась лишь в 1921 году. Супруги Герберт и Мэри Брэдлис (Herbert & Mary Bradleys), охотившиеся на экзотических животных, согласились взять белым проводником Эйкли с условием, что тот будет иметь возможность отобрать туши убитых животных для коллекции музея естественной истории. Помимо Брэдлис и Эйкли, в экспедиции также приняли участие Марта Миллер (Martha Miller) и Присцилла Холл (Priscilla Hall), а также 6-летняя дочь четы Элис (в зрелом возрасте известная как писательница Элис Шелдон, работавшая под псевдонимом Джеймс Типтри, младший).
Участников экспедиции в первую очередь интересовали редкие и почти неизученные на тот момент гориллы, в начале века обнаруженные немецким офицером Фридрихом Робертом фон Беринге в горах Вирунга. Однако несмотря на общую цель, мотивация Эйкли и остальных компаньонов была различна. Марта Миллер и Мэри Брэдли видели себя первыми и единственными белыми женщинами, увидевшими живую гориллу в дикой природе. Эйкли мечтал донести до обывателя правду об этих животных, искажённую в многочисленных письменных источниках. На Западе о гориллах ходило множество небылиц, в частности основанных на рассказах, записанных европейцами со слов африканцев. Желая опровергнуть предрассудки, Эйкли полагал, что изучение этой человекообразной обезьяны более интересно и важно, чем изучение любого другого африканского зверя, поскольку она является предметом различных кривотолков и суеверий.
Участники сафари вышли на берег в Кейптауне и через 6 недель достигли озера Киву в глубине континента, перемещаясь поочерёдно по железной дороге до города Букама, барже (по реке Луалаба), снова по железной дороге между городами Кабало и Альбертвилл (прежнее название Калемие) на берегу озера Танганьика, на пароме до города Бужумбура и наконец по местным дорогам до пункта назначения. К западу и северу от озера возвышался горный массив Вирунга, где по сообщениям колонизаторов обитали гориллы. В высокогорном дождевом лесу на склонах вулкана Микено в Бельгийском Конго Эйкли добыл четыре обезьяны, необходимых для его работы: старого и молодого самцов, а также двух самок. Ещё один старый самец, впоследствии ставший центральной фигурой в композиции музея естественной истории, был застрелен Мэри Брэдлис на вершине вулкана Карисимби.

#### Камера «Эйкли»
Помимо биологического материала, Эйкли первым из европейцев заснял обезьян в их природном биотопе на изобретённую им специальную кинокамеру, названную в его честь «Akeley» (сам мастер именовал её «Pancake» благодаря форме коаксиальной кассеты, напоминающей шляпную коробку или панкейк).
Эта 35-миллиметровая камера, над которой Эйкли работал с 1910 по 1916 годы, была специально предназначена для съёмок живой природы. Её главной особенностью стала встроенная штативная головка, которая по принципу гироскопа позволяла плавно поворачивать основную часть при одновременной фиксации видоискателя. Цилиндрическая форма позволяла увеличить угол затвора до 230° при максимальных 180° у предшествующих прямоугольных конструкций. В передней части камера была снабжена двумя параллельными объективами — основным съёмочным и один с матовым стеклом для фокусировки видоискателя. Предположительно, было выпущено около 400 камер этой конструкции.
Помимо Эйкли, на камеру снимали натуралисты супруги Мартин и Оса Джонсоны, и Роберт Флаэрти («Нанук с севера», «Моана южных морей»). Её активно использовали в игровом кинематографе для оживления эпизодов, которые в противном случае выглядели бы затянутыми: погони, скачки, сцены с самолётами — например, в фильме «Крылья» (1927) Уильяма Уэллмана. Наконец, на эту камеру снималась кинохроника для служб Pathé и Fox Movietone.

#### Национальный парк
В ходе последней, четвёртой по счёту экспедиции в Африку, Эйкли решил каким-либо образом добиться создания природоохранной области в местах обитания горных горил, которая бы включала в себя вулканы Микено, Карисимби и Бисоке. По оценкам таксидермиста, в исследуемой им области обитало порядка 50—100 обезьян, и освоение этой территории могло привести к их полному исчезновению. Помимо собственно заповедной зоны, требовалась организация полевой лаборатории и биостанции. В Нью-Йорке Эйкли встретился с послом Бельгии в Соединённых Штатах бароном Эмилем де Картье де Марченом (Emile de Cartier de Marchienne), которому рассказал о своей озабоченности и предложил организовать заповедник. Параллельно, официальное предложение было сделано через друга Эйкли палеонтолога Джона Мерриама, возглавлявшего Институт Карнеги в Вашингтоне.
В конце концов инициаторов услышал король Бельгии Альберт I, который посетил несколько национальных парков с Осборном в 1919 году. Окончательный план заповедника был представлен в январе 1923 года. Его поддержали несколько научных организаций, в том числе Нью-Йоркское зоологическое сообщество (англ. New York Zoological Society, в настоящее время Общество охраны дикой природы, а также Министерство внутренних дел. Решение было принято достаточно быстро: 2 марта 1925 года король Бельгии подписал указ о создании национального парка Альберт (фр. Parc National Albert) в провинции Киву на восточной границе Бельгийского Конго площадью 24 тыс. гектар. Уже после смерти Карла при содействии его вдовы Мэри площадь парка была увеличена до 200 тыс. гектар; помимо Бельгийского Конго, в него также были включены земли Руанды, перешедшие под юрисдикцию Бельгии по решению Лиги Наций в 1918 году. В настоящее время эта природоохранная зона разделена между тремя смежными странами: Национальным парком Вирунга в Демократической Республике Конго, Национальным парком Бирунга в Руанде и заказником Кингези в Уганде.

#### Пятая африканская экспедиция
Сафари с супругами Брэдлис показало, что для создания африканского зала потребуется как минимум ещё одна, более масштабная экспедиция с участием нескольких специалистов и привлечением значительных средств. Своё содействие предложил один из друзей Карла, финансист и вице-президент компании Bankers Trust Даниель Померой (Daniel E. Pomeroy). Он также предложил обратиться за помощью к крупному бизнесмену, основателю компании Eastman Kodak Джорджу Истмену. Во время запланированной встречи Эйкли сумел очаровать Истмена рассказами о «величайшей выставке мира», в результате чего тот согласился выделить 100 тыс. долларов — сумму, которой хватило бы для создания трёх—четырёх небольших диорам. Ещё 25 тыс. долларов спонсировал Померой.
Экспедиция, которая началась в начале 1926 года, получила название Akeley-Eastman-Pomeroy African Expedition (в первоначальном варианте Eastman-Pomeroy-Akeley African Expedition — по фамилиям спонсоров). Она состояла из нескольких небольших групп сотрудников музея, отправившихся в различные районы континента. Одним из пунктов назначения самого Эйкли, как и в предыдущий раз, стал горный хребет Вирунга на стыке границ Бельгийского Конго, Германской Восточной Африки и британского протектората Буганды. Центральной частью африканского зала должна была стать большая парнорамная композиция с участием уже подготовленных горилл, и для её создания требовалось сделать пейзажные фотоснимки, а также собрать материал для переднего и заднего планов. В поездке Эйкли сопровождала его вторая жена Мэри (известная натуралист и путешественница) и ещё трое других специалистов — бельгийский зоолог Жан-Мари Дершейд, художник-пейзажист Уильям Лей и сотрудник музея, таксидермист Ричард Раддац (Richard C. Raddatz, 1879—1937).
Во время работы в Танганьике (в настоящее время — материковая часть Танзании) у Эйкли случился приступ лихорадки, и он был вынужден отправиться в Момбасу, где в больнице его лечили от дизентерии и малярийной гемоглобинурии. Требовался длительный период восстановления и другие участники экспедиции настоятельно рекомендовали Эйкли прервать работу и вернуться домой. Истмен, интересы которого ограничивались охотой, поссорился с Эйкли и покинул экспедицию. Едва оправившись от приступов болезни, Эйкли настоял на продолжении сбора материала. Основной причиной решения стала увиденная глазами таксидермиста стремительная деградация природного богатства края — ещё более быстрая, чем в прежние годы. В своём письме директору музея мастер написал, что «абсолютно необходимо продолжить работу над созданием Африканского зала, если мы вообще ходим когда-нибудь его увидеть. Именно этим я сейчас занимаюсь после своего болезненного открытия. Былое состояние — история, о которой мы хотим рассказать, сейчас уже исчезло. Через несколько десятилетий не останется человека, который бы мог рассказать об этом».
В ложбине между вулканами Микено и Карисимби Эйкли столкнулся с очередным приступом болезни, который на этот раз привёл его к смерти. Карл Эйкли скончался 18 ноября 1926 года в окружении своих спутников, пытавшихся на носилках отнести его к тому месту, где впервые были встречены гориллы. Мастера похоронили там же, на склоне горы Микено. Экспедиция продолжилась под руководством вдовы Карла Мэри, 19 декабря 1926 года все запланированные работы были закончены. Десять лет спустя после смерти Эйкли в Американском музее естественной истории открылся Зал африканских животных, выполненный в соответствии с замыслом и по технологии Карла Эйкли. Одна из композиций зала — диорама с горными гориллами — включает в себя чучела, созданные самим мастером и элементы живой природы, собранные оставшимися участниками его последней экспедиции.

## Книги, посвящённые Карлу Эйкли
- Akeley, Delia J. Jungle Portraits. — Brownell Press, 1930. — 320 p. — ISBN 1406726508.
- Jobe Akeley, Mary L. Carl Akeley's Africa. — Blue Ribbon Books, 1932.
- Akeley, Delia J. J. T. Jr.: The Biography Of An African Monkey. — Literary Licensing, LLC, 1936. — 266 p. — ISBN 1258081547.
- Jobe Akeley, Mary L. Restless jungle. — G.G. Harrap, 1937. — 316 p.
- Jobe Akeley, Mary L. Wilderness Lives Again: Carl Akeley And The Great Adventure. — NY Dodd, Mead & Co., 1946.
- Jobe Akeley, Mary L. Congo Eden: A Comprehensive Portrayal Of The Background And Scientific Aspects Of The Game Sanctuaries Of The Belgian Congo. — Dodd, Mead & Company, 1950. — 356 p. — ISBN 1299275591.
- Jobe Akeley, Mary L. Rumble Of A Distant Drum: A True Story Of The African Hinterland. — Dodd, Mead & Company, 1948.
- Bodrey-Sanders, Penelope. Carl Akeley: Africa's Collector, Africa's Savior. — Paragon House, 1991. — 298 p. — ISBN 1557782431.
- Preston, Douglas J. Dinosaurs In The Attic: An Excursion Into The American Museum Of Natural History. — St. Martin's Griffin, 1993. — 256 p. — ISBN 0312104561.